# أبو الحروف
أبي الحروف شخصية كرتونية تظهر في فقرة مغامرات أبي الحروف من برنامج الأطفال (المناهل). مهمة أبي الحروف إرجاع الكلمات إلى أصلها بعد أن تقوم شخصية شريرة اسمه خربوط بالعبث بكلمة معينة. مثل قيام خربوط بتحويل كلمة «بطل» إلى كلمة «بصل».

## تاريخ الشخصية
وكمعظم شخصيات برنامج المناهل، تأتي شخصية أبي الحروف كنسخة عربية من شخصية كرتونية اسمها بالإنجليزية The Letterman، وهي جزء من برنامج تربوي أمريكي عرض في السبعينيات من القرن الماضي. 

## النسخة الأمريكية
وأثارت شخصية «رجل الحروف» الأمريكية الجدل، خصوصا من قبل جاك شاهين لأن عدوها خربوط، أو بالإنجليزية Spell Binder، تم تصويره على أنه رجل عربي اللباس وذو ملامح عربية هوليودية، أي ملامح تطابق التصور الهوليودي للعرب كما ظهروا بإفلام إنديانا جونز وغيرها من قبل.

## مقدمة أبو الحروف
تردد عبارة «أقوى من الشدة أطول من المدة أحدُ من السين أهدأ من السكون أسرع من لمح العين إنه الرجل الطائر إنه الرجل العجيب إنه أبو الحروف!» في كل حلقة عند قدوم أبي الحروف لإنقاذ الموقف.

## الطاقم
- راوية الأحداث: بصوت لينا التل.
- أبو الحروف:
- خربوط: